# ایزابل گالمیش
ایزابل گالمیش (انگلیسی: Isabelle Galmiche؛ زادهٔ ۱۹ نوامبر ۱۹۷۱) نقشه خوان اهل فرانسه است.
او به عنوان معلمی نیز فعالیت میکند.
از ژانویه ۲۰۲۲ او تبدیل به نقشه‌خوان سباستین لوب برای نه مسابقه در مسابقات رالی قهرمانی جهان شده‌است.